# Römer (Familienname)
Römer oder Roemer ist ein deutscher Familienname. Er tritt  in der adligen Form als Roemer oder von Römer bei mehreren Geschlechtern mit Vorfahren aus Kurland und Sachsen auf. Die skandinavische Form ist Rømer.

## Herkunft und Bedeutung
Römer oder Roemer ist ein häufiger deutscher Familienname. Der Name hat verschiedene Ursprünge.
- der Rompilger
- Kaufleute, die Handel mit Rom betrieben
- als Abwandlung des Berufs „Riemer“
- als Hausname z. B. wird 1315 in Mainz ein Cunr. zum Romer erwähnt
- selten eine Herkunft aus Rom

## Varianten
Röhmer, Römmer, Roehmer, Rohmer, Romer, Rømer

## Namensträger

### A
- Adolf Römer (1843–1913), deutscher Klassischer Philologe
- Adolf Roemer (1890–1960), schweizerischer Politiker (FDP)
- Albert Römer (Unternehmer) (1824/1825–1915), deutscher Färber und Abgeordneter des Rheinischen Provinziallandtags
- Albert Römer (Autor) (1859–1909), deutscher Autor und Herausgeber
- Albert Römer (Politiker) (1900–1977), österreichischer Politiker (ÖVP)
- Albrecht Roemer (1884–1936), deutscher Architekt
- Alexander Römer (1835–1904), deutsche Schriftstellerin, siehe Charlotte Regenstein
- Alexander Römer (Architekt) (* 1972), deutscher Architekt und Tischler, gründete 1998 "ConstructLab"
- Alfred Römer (1909–1975), österreichischer Politiker (ÖVP)
- Alwin Römer (1861–1924), deutscher Schriftsteller
- Andre Rømer (* 1993), dänischer Fußballspieler
- Anneliese Römer (1922–2003), deutsche Schauspielerin
- Anton Römer (1724–1779), österreichischer Orgelbauer
- Astrid Roemer (* 1947), surinamische Schriftstellerin
- August Römer (1825–1899), deutscher Paläontologe und Museumskonservator

### B
- Benedict Jacob Römer-Büchner (1792–1863), deutscher Jurist und Historiker
- Bernd Römer (Musiker) (* 1952), deutscher Gitarrist und Rockmusiker
- Bernd Römer (Jurist) (* 1968), deutscher Rechtsanwalt und Schauspieler
- Bernhard Roemer (Bildhauer) (1852–1891), deutscher Bildhauer
- Bernhard Römer (Musiker) (* 1963), deutscher Kantor und Organist
- Berthold Diedrich Römer (1797–1858), deutscher Offizier
- Berthold Wilhelm Gerhard Römer (1836–1905), deutscher Archivar
- Botho von Römer (1896–1980), deutscher Grafiker und Zeichner im Bereich technischer Zukunftsvisionen
- Buddy Roemer (1943–2021), US-amerikanischer Politiker

### C
- Carl Römer (Politiker) (1836–1904), deutscher Gutsbesitzer und Politiker, MdL Hessen
- Carl Römer (Lithograf) (1842–??), deutscher Lithograf und Illustrator
- Carl-Heinrich Roemer (1903–2000), deutscher Landwirt und Pflanzenzüchter
- Carl Joachim Römer (vor 1700–1750), deutscher Generalmajor der Infanterie
- Carl Martin Römer (1860–1942), siebenbürgischer Pfarrer, Lehrer, Dichter und Literaturhistoriker
- Charlotte Römer (* 1994), ecuadorianische Tennisspielerin
- Christian Friedrich von Römer (1854–1920), deutscher Stiftsprediger und Prälat
- Christof Römer (1936–2017), deutscher Landeshistoriker
- Christopher Julian Römer (* 1972), deutscher Mineraloge
- Cornelia Römer (* 1953), deutsche Papyrologin

### D
- Daniel Römer (1617–1700), Generalsuperintendent der Niederlausitz
- Dirk Römer (* 1963), deutscher Fußballspieler

### E
- Eduard Römer (1814–1895), deutscher Architekt
- Elizabeth Roemer (1929–2016), US-amerikanische Astronomin
- Emil Roemer (1845–1927), deutscher Gymnasiallehrer und Autor
- Emile Roemer (* 1962), niederländischer Politiker (SP)
- Erich Römer (1894–1987), deutscher Eishockeyspieler und -trainer
- Ernst Römer (1893–1974), österreichisch-mexikanischer Dirigent, Musikpädagoge und Komponist
- Eugen Römer (1944–2021), deutscher Komponist und Produzent
- Eva Roemer (1889–1977), deutsche Malerin und Holzschnitzerin

### F
- Fabian Römer (Komponist) (* 1973), Schweizer Musiker und Filmmusik-Komponist
- Fabian Römer (Rapper) (* 1990), bis 2015 als F.R. aktiver deutscher Rapper
- Fanny Roemer (1857–1891), geb. Hensel, Tochter von Sebastian Hensel und Mutter von Eva Roemer
- Felix Römer (Schauspieler) (* 1960), österreichischer Schauspieler und Autor
- Felix Römer (Historiker) (* 1978), deutscher Historiker
- Felix Römer (Autor) (* 1979), deutscher Autor und Slam-Poet
- Felix Römer (Musiker) (* 1993), deutscher Pianist und Komponist
- Ferdinand von Roemer (1818–1891), deutscher Geologe, Paläontologe und Mineraloge
- Ferdinand Römer (1919–1986), deutscher Journalist und Redakteur
- Florian Römer (1817–1889), rumänischer Althistoriker
- Frank Müller-Römer (* 1936), deutscher Medienmanager und Ägyptologe
- Franz Römer (* 1943), österreichischer Altphilologe
- Friedrich von Römer (1794–1864), deutscher Politiker
- Friedrich Römer (Offizier) (1895–1970), deutscher Generalmajor
- Friedrich Roemer (Verwaltungsjurist) (1912–1996), deutscher Verwaltungsjurist und Regierungspräsident
- Friedrich Adolph Roemer (1809–1869), deutscher Jurist und Geologe
- Friedrich Karl Ludwig von Römer (1874–1953), deutscher Amtshauptmann
- Friedrich Wilhelm Anton Roemer (1788–1865), deutscher Jurist und Politiker
- Fritz Römer (Zoologe) (Hermann Joseph Fritz Römer; 1866–1909), deutscher Zoologe
- Fritz Römer (Fotograf), deutscher Fotograf
- Fritz König-Römer (1860–1927), Schweizer Ingenieur

### G
- Georg Roemer (1868–1922), deutscher Bildhauer
- Georg von Römer (1872–1924), sächsischer Offizier und Oberstallmeister
- Georg Römer (1902–1967), deutscher Chemiker und Hochschullehrer
- Georg A. Roemer (1892–1972), deutscher Neurologe, Psychiater und Psychoanalytiker
- Gerhard Römer (1928–2015), deutscher Bibliothekar und Theologe
- Gernot Römer (1929–2022), deutscher Journalist und Autor, Chefredakteur der Augsburger Allgemeinen
- Günter Römer (* vor 1953), deutscher Lebensmittelchemiker
- Günther Eberhard Römer (1755–1834), deutscher evangelischer Theologe und Prediger
- Günther Friedrich von Römer (1765–1831), württembergischer Oberkriegsrat
- Gustav Römer-Hahn (1908–1960), deutscher Schauspieler

### H
- Hanne Rømer (* 1949), dänische Fusion- und Jazzmusikerin

- Hans Römer (Täufer) († 1535?), deutscher Kürschner und Täufer
- Hans Roemer, Pseudonym von Hans Kraemer (Industrieller) (1870–1938), deutscher Industrieller, Manager, Übersetzer und Publizist
- Hans Roemer (Mediziner, 1878) (1878–1947), deutscher Psychiater
- Hans Römer (Fabrikant), deutscher Fabrikant
- Hans Römer (Politiker) (1893–1950), deutscher Politiker
- Hans von Römer (1896–1970), deutscher Grafiker und Zeichner
- Hans Roemer (Pädagoge) (1904–1970), deutscher Pädagoge, Amerikanist und Historiker
- Hans Römer (Verleger, 1906) (1906–1958), Schweizer Drucker, Verleger, Sammler und Numismatiker
- Hans Roemer (Mediziner, 1907) (1907–1973), deutscher Gynäkologe und Hochschullehrer
- Hans Römer (Gartenarchitekt), deutscher Gartenarchitekt
- Hans Römer (Jurist) (* 1955), deutscher Jurist und Autor
- Hans Friedrich Römer († 1740), Domdechant des Hochstifts Merseburg und Abgeordneter des Sächsischen Landestages von 1722 in Dresden
- Hans Robert Roemer (1915–1997), deutscher Islamwissenschaftler und Orientalist
- Hartmann Römer (* 1943), deutscher Physiker
- Heinrich Römer (Obersteiger) (1859–1931), deutscher Obersteiger (Bergbau)
- Heinrich Römer (1932–2009), deutscher Politiker (CDU) und Stadtdirektor
- Heinrich Römer (Zoologe) (* 1948), deutscher Zoologe und Hochschullehrer
- Heinrich Römer (Eishockeyspieler) (* 1966), deutscher Eishockeyspieler
- Heinz-Günther Römer (1940–2010), deutscher Karnevalist
- Hermann Roemer (1816–1894), deutscher Politiker
- Hermann Römer (1880–1958), deutscher Theologe und Hochschullehrer
- Horst Römer (1928–2008), deutscher Maler, Zeichner, Architekt und Hochschullehrer

### I
- Inga Claudia Römer (* 1978), deutsche Philosophin

### J
- Jacob Ludwig Römer (1770–1855), deutscher Philologe und Schriftsteller
- Jean Denis Römer (* 1967), deutscher Schauspieler und Synchronsprecher
- Jewel Roemer (* 2002), US-amerikanische Wasserballspielerin
- Joachim Römer (Journalist) (* 1943), deutscher Journalist, Autor und Restaurantkritiker
- Joachim Römer (Künstler) (* 1957), deutscher bildender Künstler
- Jobst Christoph von Römer (Forstmeister) (um 1588–1660), deutscher Forstmeister
- Jobst Christoph von Römer (Bergrat) (1769–1838), deutscher Gutsherr, Bergbaubeamter und Bergrat
- Johann Römer (Politiker) (1949–2011), österreichischer Politiker (FPÖ)
- Johann Jacob Römer (1763–1819), Schweizer Arzt, Entomologe und Botaniker
- Johann Wilhelm Römer (* 1938), deutscher Jurist und Politiker (CDU)
- John Roemer (* 1945), US-amerikanischer Ökonom und Politikwissenschaftler
- Josef Römer (1892–1944), deutscher Jurist, Offizier und Widerstandskämpfer
- Josef Römer (Ministerialbeamter) (1914–1996), deutscher Justizbeamter
- Joseph Roemer (1889–1945?), deutscher Theater- und Stummfilmschauspieler
- Julius Römer (* 1995), deutscher Schauspieler
- Julius Paul Römer (1848–1926), deutscher Botaniker
- Jürgen Römer (* 1962), deutscher Historiker

### K
- Karl von Römer (Geistlicher, 1853) (1853–1927), deutscher Geistlicher und Kirchenfunktionär
- Karl Römer (Geistlicher, 1877) (1877–1934), deutscher Pfarrer und Theologe
- Karl Roemer (Jurist) (1899–1984), deutscher Jurist
- Karl Schmidt-Römer (1905–1977), deutscher Rechtsanwalt und Parteifunktionär (NSDAP)
- Karl Heinrich von Römer (1760–1798), deutscher Jurist
- Karl-Heinrich Römer (1920–2010), deutscher Kinderchirurg
- Karl Joachim von Römer (1672–1741), österreichischer Offizier
- Kerstin Römer (* 1962), deutsche Schauspielerin und Drehbuchautorin
- Klaus Römer (1934–2013), deutscher Soziologe und Hochschullehrer
- Kristiana Roemer (* 1992), deutsch-amerikanische Jazzsängerin

### L
- Larissa Sophie Römer (* 1997), deutsche Schauspielerin
- Lucien von Römer (1873–1965), niederländischer Sexualforscher
- Ludwig Römer (1897–1989), deutscher Politiker (SPD), MdBB
- Ludwig Roemer (1911–1974), deutscher Landschaftsarchitekt und Hochschullehrer
- Luisa Römer (* 2002), deutsche Schauspielerin
- Lukas Römer von Maretsch (um 1520–1581/82), tirolerischer Politiker und Diplomat

### M
- Marcel Römer (* 1982), deutscher Schlagzeuger
- Maria Römer-Krusemeyer (1894–1964), deutsche Autorin
- Marion Römer (1917–2000), Schweizer Pionierin der Arbeit mit Migranten
- Mark Römer (* 1975), deutscher Fußballspieler
- Markus Römer (* 1998), deutscher Schauspieler
- Martin Römer (um 1430–1483), deutscher Kaufmann und Bergwerksbesitzer
- Martin Roemer (* 1958), deutscher Schriftsteller
- Matthäus Römer (1871–1954), deutscher Sänger, Gitarrist und Komponist
- Max Römer (Politiker) (1836–1881), deutscher Jurist und Politiker (DP), MdR
- Max Römer (Maler, 1878) (1878–1960), deutscher Maler
- Max Römer (Maler, 1883) (1883–1970), deutscher Maler
- Max Römer (Widerstandskämpfer) (1902–1958), deutscher Widerstandskämpfer
- Max Römer (Unternehmer) (* 1951), deutscher Unternehmensgründer
- Max Joseph Roemer (1791–1849), deutscher Botaniker und Richter
- Melchior Römer (1831–1895), Schweizer Politiker, Stadtpräsident von Zürich
- Michael Roemer (1928–2025), amerikanischer Filmregisseur, Produzent und Autor
- Michael Römer (* 1946), deutscher Chemiker und Manager
- Michał Pius Römer (1880–1945), litauischer Rechtswissenschaftler, siehe Mykolas Römeris
- Milton Irwin Roemer (1916–2001), US-amerikanischer Sozialmediziner

### N
- Niklas Römer (* 1988), deutscher American-Football-Spieler
- Nina Römer (* 1978), russische Bildende Künstlerin, siehe Römer + Römer
- Norbert Römer (* 1947), deutscher Politiker (SPD) und Journalist

### O
- Oskar Römer (1866–1952), deutscher Zahnmediziner
- Oswald Römer (1938–1998), deutscher Zeichner, Tier- und Landschaftsmaler
- Otto Römer (1839–1911), deutscher Kommerzienrat, Unternehmer und Firmeninhaber
- Otto Karl Robert Axel Römer (1925–1993), deutscher Jurist und Hochschullehrer für Kriminalistik

### P
- Paul Römer (Verleger, 1871) (Paul Römer-Zeller; 1871–1935), Schweizer Drucker und Verleger
- Paul Römer (Mediziner, 1873) (1873–1937), deutscher Ophthalmologe
- Paul Römer (Komponist) (1874–nach 1935), deutschbaltischer Komponist und Arrangeur
- Paul Römer (Mediziner, 1876) (1876–1916), deutscher Hygieniker
- Paul Römer (Verleger, 1905) (1905–1963), Schweizer Drucker und Verleger
- Peter Römer (* 1936), deutscher Politikwissenschaftler
- Piet Römer (1928–2012), niederländischer Schauspieler

### R
- Rainer Römer (* 1956), deutscher Schlagzeuger und Hörspielautor
- Reiner Roemer (1941–2009), deutscher Maler
- Renate Römer (* 1955), österreichische Unternehmerin
- Renate Meixner-Römer (* 1960), deutsche Politikerin (SPD)
- Richard Römer (Agrarwissenschaftler)  (1887–1963), deutscher Agrarwissenschaftler und Hochschullehrer
- Richard Römer (Soldat) (1888–1929), deutscher Soldat und Retter von Unglücksopfern
- Robert Römer (1823–1879), deutscher Rechtswissenschaftler und Politiker
- Rolf Römer (Verleger) (1909–1997), Schweizer Verleger und Übersetzer
- Rolf Römer (Schauspieler) (1935–2000), deutscher Schauspieler und Regisseur
- Rolf Römer (Musiker) (* 1939), deutscher Jazzmusiker
- Rudolf Römer (Astronom) (?–1973), deutscher Lehrer und Astronom (Rudolf-Römer-Sternwarte)
- Rudolf Römer (Mediziner) (1935–2012), deutscher Radiologe und Internist
- Rudolf Römer (Physiker) (Rudolf A. Römer; * 1966), deutscher Physiker und Hochschullehrer
- Rudolph von Römer (1803–1871), deutscher Gutsherr, Sammler, Bibliophiler und Botaniker
- Ruth Römer (1927–2011), deutsche Germanistin

### S
- Sarah Roemer (* 1984), US-amerikanische Schauspielerin
- Stefan Römer (* 1960), deutscher Künstler und Kunsthistoriker
- Stephan Römer (* 1978), deutscher Komponist
- Suzy Camelia-Römer (* 1959), Politikerin der Niederländischen Antillen

### T
- Theodor Roemer (1883–1951), deutscher Agrarwissenschaftler
- Thomas Römer (Theologe) (* 1955), deutsch-schweizerischer Theologe, Althistoriker und Hochschullehrer
- Thomas Römer (Autor) (* 1965), deutscher Fantasyautor
- Timothy J. Roemer (* 1956), US-amerikanischer Diplomat und Politiker
- Torsten Römer (* 1968), deutscher Bildender Künstler, siehe Römer + Römer

### U
- Ute Büchter-Römer (* 1946), deutsche Musikdidaktikerin und Hochschullehrerin
- Uwe Römer (Ichthyologe) (* 1959), deutscher Zoologe
- Uwe Römer (* 1969), deutscher Fechter

### W
- Walter Roemer (1902–1985), deutscher Jurist
- Werner Römer (1946–2016), deutscher Ingenieur, Unternehmer und Firmengründer
- Wilhelm Römer (Politiker) (1836–1909), Nassauischer Kommunalpolitiker
- Wilhelm Römer (Maler) (1874–1963), deutscher Zeichner und Maler
- Wilhelm Römer (Jurist) (1900–1962), deutscher Politiker (NSDAP) und Rechtsanwalt
- Wilhelm Römer (Agronom) (* 1938), deutscher Agrarwissenschaftler
- Wilhelm Römer-Lutz (1862–1937/1938), Schweizer Architekt
- Willy Römer (1887–1979), deutscher Fotograf
- Wolfgang Römer (* 1936), deutscher Jurist und Richter